# Gilles Joosten Saegman
Gilles Joosten Saegman (1619 - 1704) was een Amsterdamse drukker uit de Gouden Eeuw. Zijn naam wordt op verschillende manieren gespeld, waaronder: Gillis Joosten Saeghman, Gillis Joosten, Gillis Joosten Saagman, Gillis Joosten Zaagman en Gillis Josten. Hij maakte fortuin met het uitgeven van almanakken. Vanaf grofweg het midden van de zeventiende eeuw richtte hij zich met name op reisuitgaven.

## Carrière
Gilles Joosten Saeghman was tussen 1642 en 1702 actief als drukker. In eerste instantie gaf hij voornamelijk almanakken uit. Omstreeks 1664 verschoof zijn aandacht naar de uitgave van reisjournalen en verhalen. Het betrof veelal herdrukken van befaamde reisverhalen die het eerder in de zeventiende eeuw commercieel goed deden. Saeghman wist zich ten opzichte van zijn voorgangers te onderscheiden vanwege zijn kennis van de markt. Zijn uitgaven waren namelijk in belangrijke mate toegespitst en aangepast op het beoogde publiek. Hij mikte hiermee op een nieuwe generatie lezers.

## Selectie van gepubliceerde werken
- De rechte beschryvingh van alle het gene den heer Adriaen Paau ..., uitgegeven door Gillis Joosten Saegman (1652).
- Comptoir almanach, op 't jaer ons Heeren Iesu Christi 1655 ..., uitgegeven door Gillis Joosten Saegman (1655).
- Eerste schip-vaert gedaen van de Hollanders naer Oost-Indien, met vier schepen, onder 't beleydt van Corn. Houtman, uyt Texel t'zeyl gegaen, anno 1595..., uitgegeven door Gillis Joosten Saegman (1663).
- Brugge, Jacob Segersz. van der, Journael, of dagh-register, gehouden by seven matroosen, in haer overwinteren op Spitsbergen in Maurits-Bay, gelegen in Groenlandt, t' zedert het vertreck van de visschery-schepen der geoctroyeerde Noordtsche Compagnie, in Nederlandt, zijnde den 30. Augus, uitgegeven door Gillis Joosten Saegman (1665).
- Drie voyagien gedaen na Groenlandt, om te ondersoecken of men door de naeuwte Hudson soude konnen seylen, om alsoo een doorvaert na Oost-Indien te vinden, uitgegeven door Gillis Joosten Saegman (1665).

De meeste van deze boeken zijn te bekijken bij de Bijzondere Collecties van de Universiteit van Amsterdam of de Bijzondere Collecties van de Universiteit Utrecht.

## Selectie van beschikbare literatuur
- Salman, J., Populair drukwerk in de Gouden Eeuw: De almanak als lectuur en handelswaar (Zutphen: Walburg Pers, 1999)
- Verhoeven, G.,Voor weynigh geldt: leven en werk van de Amsterdamse boekdrukker/boekverkoper Gillis Joosten Saeghman, 1619-1704. (Amsterdam: Universiteit van Amsterdam,1991) Ongepubliceerd proefschrift
- Verhoeven, G., '"En koopt er dan geen dan met dees fraaie Faem". De reisuitgaven van Gillis Joosten Saeghman', Literatuur 9 (1992), 330-338
- Verhoeven, G. en J. Salman, 'The comptoir-almanacs of Gillis Joosten Saeghman', Quaerendo 23:2 (1993), 93-114